# El Adde
El Adde (Somalí: Ceel Cadde) es una ciudad en el suroeste de Gedo, región de Somalia.

## Visión general
El Adde es el distrito más tardío añadido a la región de Gedo. Es una de las ciudades más pobladas en la provincia.

## Educación
En términos de educación, El Adde ofrece instrucción escolar desde primaria hasta la secundaria. Muchos graduados de colegios de El Adde también van a enseñar en otras instituciones académicas en regiones más amplias.

## Salud
La ciudad tiene un Hospital General, el cual es supervisado principalmente por la comunidad dispersa de la región.

## Transporte
El transporte público se da a través de taxis o autobuses públicos. Los taxis son normalmente minibuses donde se pueden sentar al menos doce personas, y pequeños sedanes importados de Japón. Dos personas son responsables para cada taxi, el conductor y un Kirishboy (Chico de Garaje en inglés) quien recoge boletos y anuncia el destino del taxi.

## Comunidad
Establecida en 2008, la Asociación de Jóvenes de El Adde sirve a la juventud local. Está dirigida por Hashim Sh Ibrahim SH Abdullahi (Presidente) y Abdiraxman Ali Mohamed (Vicepresidente).